# Route européenne 591
Pour les articles homonymes, voir Route 591.
La route européenne 591 est une route reliant Novorossiisk à Rostov-sur-le-Don.